# اللغة الصينية الكلاسيكية
اللغة الصينية الكلاسيكية أو اللغة الصينية الأدبية (古文, gǔ wén، «نص قديم» أو 文言文 wényán wén, «نص اللغة المكتوبة») هو نمط قديم من اللغة الصينية المكتوبة التي تعتمد على قواعد ومفردات اللغة الصينية القديمة، مما جعلها مختلفة عن أي لغة صينية حديثة منطوقة. وكانت اللغة الصينية الكلاسيكية تستخدم في جميع المراسلات الرسمية تقريبًا في الصين حتى أوائل القرن العشرين وأيضًا أثناء فترات مختلفة في اليابان وكوريا وفيتنام. استبدلت اللغة الصينية الكلاسيكية من قبل المتحدثين باللغة الصينية بدرجة كبيرة باللغة العامية الصينية المكتوبة (白話؛ بينيين: báihuà، «كلام واضح»)، وهو نظام كتابة يشبه اللغة الصينية الماندرية المنطوقة الحديثة، بينما هجر المتحدثون بغير الصينية اللغة الصينية الكلاسيكية بدرجة كبيرة مفضلين اللهجات العامية المحلية.
اللغة الصينية الأدبية تعرف باسم كانبون (kanbun) باللغة اليابانية وهانمون (hanmun) باللغة الكورية وهان فان (Hلn Văn) بالفيتنامية (من 漢文 في جميع الحالات الثلاث)؛ كتابة بينيين: وهانوين (hànwén) و«هان (Han)»).

## التعريفات
في حين أنه يتم استخدام مصطلحي اللغة الصينية الكلاسيكية واللغة الصينية الأدبية بالتبادل، يتفق علماء الحضارة الصينية عمومًا على أنهما مختلفان في الواقع. فاللغة الصينية «الكلاسيكية» (古文؛ بينيين: جووين (gǔ wén)، «كتابة قديمة») تشير إلى اللغة الصينية المكتوبة من أسرة زو، ولا سيما فترتي الازدهار والأفول، حنى نهاية عهد مملكة هان (220م). إذًا فإن اللغة الصينية الكلاسيكية هي اللغة المستخدمة في العديد من الكتب الصينية الأكثر تأثيرًا، مثل تعاليم كونفوشيوس، ومنسيوس وداوديجنغ. (حتى لغة معظم النصوص الأقدم، مثل اللغة القديمة للشعر، يُطلق عليها في بعض الأحيان الصينية القديمة أو ما قبل اللغة الكلاسيكية).

## التدريس والاستخدام

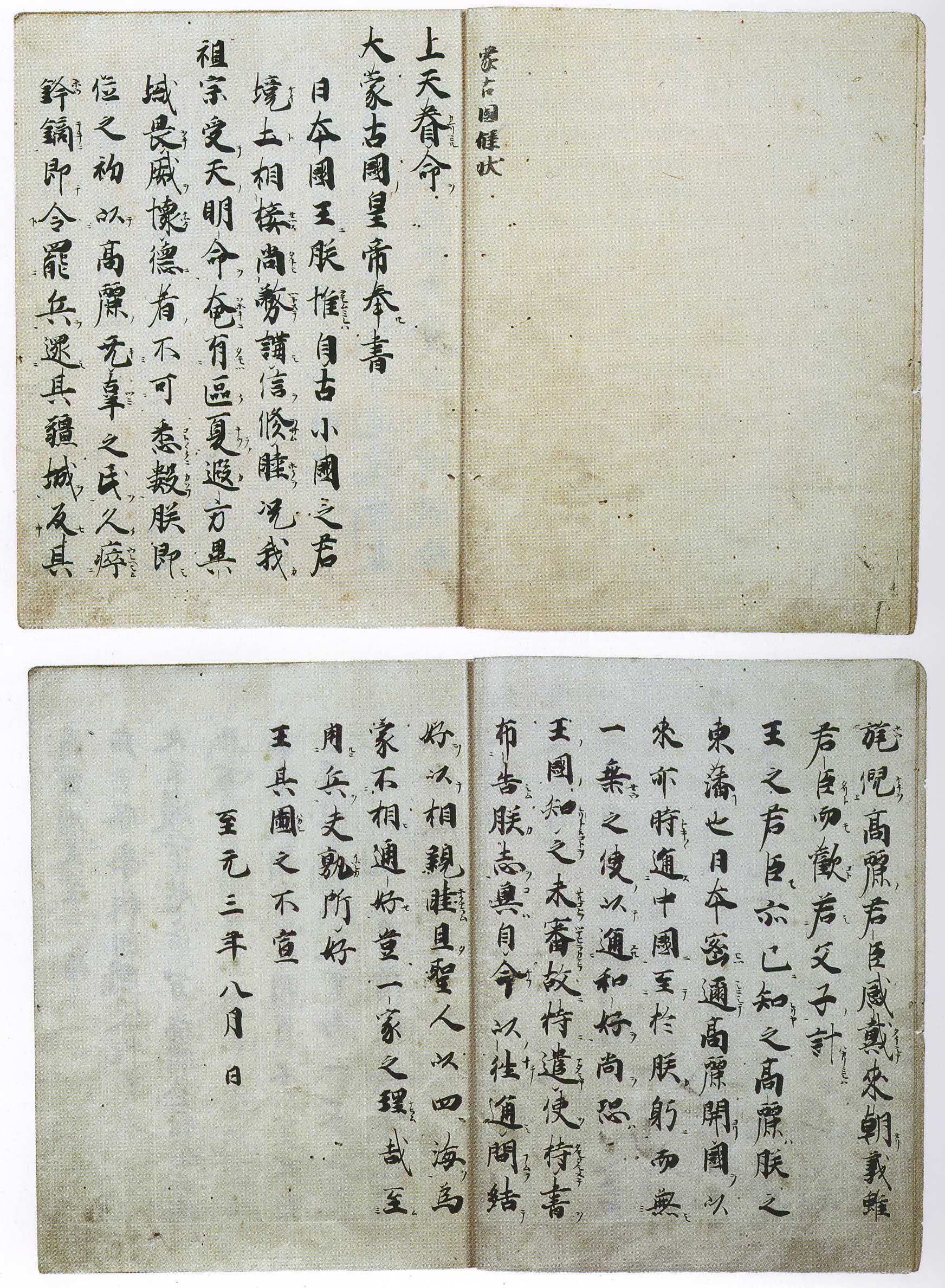
استُخدمت اللغة الصينية الكلاسيكية في التواصل بين إمبراطورية المغول واليابان. وهذا الخطاب بتاريخ 1266، تم إرساله من قبل كوبيلاي خان إلى «ملك اليابان» (日本國王) قبل الغزو المغولي لليابان؛ مكتوبًا باللغة الصينية الكلاسيكية. وقد تم الاحتفاظ به حتى الآن في معبد توداي-جي، في نارا في اليابان.

وكانت اللغة الصينية الكلاسيكية هي الشكل الرئيسي المستخدم في الأعمال الأدبية حتى حركة الرابع من مايو، وكانت تستخدم أيضًا بكثافة في اليابان وكوريا وفيتنام. واستخدمت اللغة الصينية الكلاسيكية في كتابة إعلان هونمين جيونجيوم (Hunmin Jeongeum) والذي صدر بالأبجدية الكورية الحديثة (هانغول) والمقال الذي كتبه هو شيه (Hu Shi) الذي نادى فيه بعدم استخدام اللغة الصينية الكلاسيكية واستخدام اللغة الصينية العامية المكتوبة. (ويوازي الأخير هذا مقالاً كتبه دانتي أليغييري بـاللغة اللاتينية وشرح فيه فضائل اللغة الإيطالية العامية.) وكانت استثناءات استخدام اللغة الصينية الكلاسيكية في الروايات العامية مثل حلم الغرفة الحمراء، والتي كانت «مبتذلة» في ذلك الحين.
كُتبت معظم الوثائق الحكومية في جمهورية الصين باللغة الصينية الكلاسيكية حتى الإصلاحات التي أجريت في سبعينيات القرن الماضي، وقادها الرئيس ين شيا كان (Yen Chia-kan) لتحويل النمط الكتابي إلى اللغة الصينية العامية.
تستخدم اليوم اللغة الصينية الكلاسيكية الأصلية أحيانًا في المناسبات الرسمية أو الاحتفالية. ولا تزال النصوص البوذية أو سوترا (sutra) محفوظة باللغة الصينية القديمة من وقت تأليفها أو ترجمتها من المصادر السنسكريتية. في الواقع هناك نوع من التواصل المقبول اجتماعيًا بين اللغة الصينية العامية واللغة الصينية الكلاسيكية. على سبيل المثال، معظم الإخطارات والخطابات الرسمية مكتوبة بعدد من مصطلحات اللغة الصينية الكلاسيكية (مثل التحية وخاتمة الخطابات). وعلى الصعيد الآخر تُكتب معظم الرسائل الشخصية بالصينية العامية ولكن مع بعض عبارات الصينية الكلاسيكية ويعتمد ذلك على موضوع الرسالة ومستوى تعليم كاتب الرسالة وما إلى ذلك. وقد تعتبر الخطابات أو المقالات المكتوبة كليةً بالصينية الكلاسيكية اليوم غريبة أو قديمة أو حتى يشوبها الادعاء من قبل البعض، ولكنها قد تبدو مثيرة لإعجاب الآخرين.[بحاجة لمصدر]